# Феррас-ди-Васконселус
Феррас-ди-Васконселус (порт. Ferraz de Vasconcelos)  —  муниципалитет в Бразилии, входит в штат Сан-Паулу. Составная часть мезорегиона Агломерация Сан-Паулу. Находится в составе крупной городской агломерации Агломерация Сан-Паулу. Входит в экономико-статистический  микрорегион Можи-дас-Крузис. Население составляет 176 532 человека на 2006 год. Занимает площадь 30,071 км². Плотность населения — 5.870,5 чел./км².
Праздник города —  14 октября.

## История
Город основан в 1953 году.

## Статистика
- Валовой внутренний продукт на 2003 составляет 625.478.850,00 реалов (данные: Бразильский институт географии и статистики).
- Валовой внутренний продукт на душу населения на 2003 составляет 3.888,13 реалов (данные: Бразильский институт географии и статистики).
- Индекс развития человеческого потенциала на 2000 составляет 0,772  (данные: Программа развития ООН).

## География
Климат местности: тропический. В соответствии с классификацией Кёппена, климат относится к категории Cfa.